# Victoria Ocampo

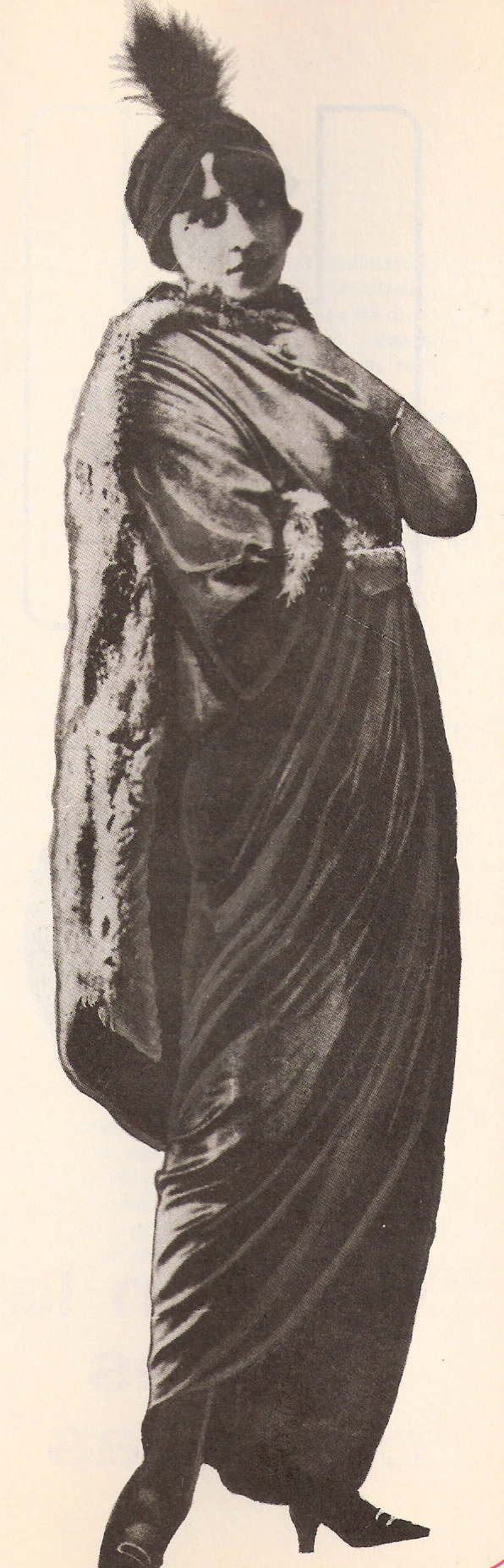
Victoria Ocampo

Victoria Ocampo Aguirre (Buenos Aires, 7 d'abril de 1890 - 27 de gener de 1979) va ser una destacada escriptora, editora i mecenes argentina, i una de les veus més escoltades i respectades de l'Amèrica Llatina.

## Joventut
Victòria Ocampo pertanyia a una família aristocràtica, la història familiar de la qual es confon amb la història de la mateixa República Argentina. Era filla de Manuel Ocampo, enginyer i constructor de camins i ponts, i de Ramona Aguirre, i germana de Silvina Ocampo.
Va viure a París amb la seua família, on va ser educada per institutrius i va estudiar a la prestigiosa Universitat de La Sorbona. L'any 1912 es va casar amb Bernardo de Estrada, de qui es va divorciar poc després. De la seua estada a França va portar a l'Argentina el gust per la literatura europea, que va reflectir generosament a Sur i amb invitacions personals a escriptors europeus a la seua residència, entre els quals Rabindranath Tagore, Gabriela Mistral, tots dos Premis Nobel de Literatura, André Malraux, Gómez de la Serna, o Ortega y Gasset, per exemple.

## Compromís polític
Ja des de la seva primera obra, De Francesca a Beatrice (1924), es palesa la seva implicació i compromís amb la situació social de les dones. En el seu assaig de 1936 La mujer y su expresión reflexiona sobre la marginació de les dones en el context patriarcal i mostra la preocupació per una expressió femenina autònoma. Amb l'avenç del feixisme va fundar, juntament amb les seves dues amigues Maria Rosa Oliver i Susana Larguía, la Unión Argentina de Mujeres (UAM), amb la primera intenció d'evitar l'anunciada reforma del codi civil, una mesura regressiva que pretenia impedir que cap dona casada pogués acceptar treballs o exercir una professió sense l'autorització legal del marit; i es va aconseguir anul·lar.
El seu origen social i el fet que fora una ferma opositora al govern nacionalista i populista de Juan Perón, que es va mantenir entre 1946 i fins al 1955, la van identificar amb un sistema cultural elitista, tot i que les seues relacions personals i la seua revista incloïen noms d'alguns escriptors comunistes. Victoria Ocampo va ser precisament l'única persona llatinoamericana que el 1946 va assistir com a oient a les sessions dels Judicis de Nuremberg contra els principals dirigents nazis, convidada pel British Council, després dels quals va escriure Impresiones de Nuremberg. Va militar en l'oposició al peronisme, per la qual cosa va ser arrestada durant 26 dies el 1953. El 1960, va manifestar el seu disgust per la visita del secretari de redacció de Sur, José Bianco, a la Cuba castrista, i Bianco va renunciar al seu càrrec.

## Activitat cultural i literària
Convençuda pels seus amics escriptors Waldo Frank, José Ortega y Gasset i Eduardo Mallea, Victòria Ocampo va crear el 1931 la revista Sur, que aviat esdevindria un dels mitjans de més gran influència del país en l'àmbit literari, per visibilitzar tant els artistes nacionals com els internacionals. Hi van publicar importants escriptors argentins, com Jorge Luis Borges, Adolfo Bioy Casares, Ernesto Sábato i Julio Cortázar. Però la importància de la revista raïa a difondre en el medi cultural argentí els escrits d'autors d'altres països, fonamentalment francesos, anglesos i nord-americans. Dos anys més tard creava amb aquesta finalitat l'editorial Sur, i constituïa així una plataforma de difusió per a tothom que desitgés col·laborar, conèixer o donar-se a conèixer en aquells anys en l'àmbit de la cultura a l'Argentina i al món. En aquest context, visitaren l'Argentina en aquells anys Indira Gandhi, Federico García Lorca, Aldous Huxley, Igor Stravinsky, Antoine de Saint-Exupéry, Pablo Neruda, Albert Camus o Octavio Paz, entre d'altres.
Victoria Ocampo va traduir obres de William Faulkner, Albert Camus, Graham Greene, Roger Callois, Lanza del Vasto, John Osborne i Dylan Thomas. I traduí al francès molts poetes argentins.
Va ser la primera dona que va formar part de l'Academia Argentina de Letras; també va ser membre i vicepresidenta del PEN Club Internacional i doctora honoris causa de la Universitat Harvard i de la de Visva Barathi (Índia).

## Els últims anys
Abans de morir, va donar a la UNESCO sa casa a la ciutat de San Isidro, 25 km al nord de la ciutat de Buenos Aires, i que havia estat l'antiga casa d'estiueig de la seua família durant el segle xix. La casa, amb tot el seu mobiliari, va romandre tancada molt de temps; el 2003, un incendi en va destruir l'entresolat. Actualment la mansió funciona com a museu i és l'Observatorio UNESCO Villa Ocampo.
També havia donat a la mateixa institució la seua residència d'estiu a la ciutat atlàntica de Mar del Plata, però aquesta va ser adquirida per la municipalitat, que la va convertir en centre cultural i museu, amb el nom de Villa Victoria.
La dura crítica dels escriptors peronistes, i d'alguns intel·lectuals d'esquerra a la seua figura no sempre compresa, va començar a atemperar-se després de la seua mort, en la mesura en què era reconeguda com una de les més importants animadores culturals de l'Argentina del segle xx. Va ser la primera dona que va aconseguir una plaça en l'Acadèmia Argentina de les Lletres, fundadora d'un dels més antics moviments feministes de l'Argentina (la Unió de Dones), membre del PEN Club Internacional i doctora honoris causa de la Universitat Harvard.

## Obra
«Moltes vegades es pensa en Victoria Ocampo com una musa sense obra, i no és cert», sosté Carlos Pardo, que ha emprat quatre anys a recopilar el més rellevant de la seva obra en un volum que ha anomenat Darse. Autobiografía y testimonios. I hi assenyala tòpics i prejudicis, que atribueix al «masclisme propi de l'època i la consideració que la literatura autobiogràfica que ella practicava era un gènere menor».
Va escriure diversos assaigs, entre els quals els dedicats a Emily Brontë, Lawrence d'Aràbia i Virginia Woolf, molts articles, una llarga sèrie de Testimonios (deu volums en total, que es van publicar entre 1935 i 1977) i una Autobiografia, publicada en sis volums després de la seua mort. Aquestes dues últimes obres són considerades valuosos documents històrics sobre la vida cultural i les relacions de la intel·lectualitat argentina amb la literatura europea i ocasionalment nord-americana.